# Dígit de control
Els dígits de control consisteixen en un o més caràcters alfa-numèrics afegits a les dades originals i calculades a partir d'un algorisme específic. Se solen utilitzar per a la detecció de errors o verificar la correcció de les dades en documents d'identitat, codis de pagament, factures, identificacions atributaries, comptes bancaris, targetes de crèdit, etc.

## Tipus
Aquí tenim alguns exemples de càlculs de dígits de control.

### Dígit de control de la targeta de crèdit
L'últim dígit de la targeta de crèdit és el que entenem per dígit de control. Per a comprovar la veracitat d'una targeta de crèdit, els càlculs que s'explicaran a continuació, han de donar el mateix valor que el del dígit de control.
- Agafar els nombres senars i individualment multiplicar-los per 2, aquest resultat ha de ser en modul 9 i a continuació sumar-los (han de ser 8 nombres).
- Agafar tots els nombres parells del número de la targeta excepte l'últim, ja que és el que estem buscant i sumar-los.
- Trobar el número congruent corresponent amb mòdul 10.
- I per acabar restar-li a 10, el número obtingut anteriorment, i aquest número ens indicarà el dígit de control.[1]

### Dígit de control del codi de barres
Per a trobar el dígit de control del codi de barres hem de fer els càlculs següents:
- Agafar els dígits que es troben en les posicions senars excepte l'últim, ja que aquest és el dígit de control i els sumen.
- Després agafar el dígits que es troben en les posicions parells i sumar-los El resultat el multipliquem per 3.
- I per acabar trobar el múltiple de 10 del resultat anterior i fer la resta d'aquest número amb l'anterior. El resultat serà el dígit de control.[2]

### Dígit de control del DNI
El DNI està format per vuit xifres més una lletra de control que s'obté a partir de dividir el número d'identificació del DNI entre 23 i la resta de la divisió li fiqueu la lletra que li correspon de la taula.